# Новозеландский прототрокт
Новозеландский прототрокт (лат. Prototroctes oxyrhynchus) — вид вероятно вымерших лучепёрых рыб из семейства Prototroctidae отряда корюшкообразных. Эндемик Новой Зеландии.

## Описание
Длина тела 20—40 см. Некогда был широко распространён в Новой Зеландии. Обитал в равнинных реках и ручьях. Вероятно, исчез совсем, так как не попадался в уловах с 20-х годов XX века. В настоящее время может обитать в юго-западной части острова.

## Численность и охрана
Численность этого вида, если он не вымер, очевидно, ничтожна. Взят под охрану в Новой Зеландии. Внесён в Красную книгу МСОП по I категории.